# Ladislav Metelka
Ladislav Metelka (* 7. září 1958 Hradec Králové) je český klimatolog a meteorolog.

## Život
V roce 1982 dokončil studium meteorologie a klimatologie na Matematicko-fyzikální fakultě UK v Praze a v roce 1998 úspěšně zakončil postgraduální doktorské studium na MFF UK. Od roku 1982 zaměstnán jako klimatolog na pobočce Českého hydrometeorologického ústavu v Hradci Králové. Profesionálně se zabývá zejména nelineárním modelováním procesů klimatického systému a využitím systémů umělé inteligence v meteorologii a klimatologii.